# Oeneis simulans
Oeneis simulans är en fjärilsart som beskrevs av Gibson 1920. Oeneis simulans ingår i släktet Oeneis och familjen praktfjärilar. Inga underarter finns listade i Catalogue of Life.